# خوان جاريجا
خوان جاريجا (بالإسبانية: Joan Garriga i Vilaresau) هو متسابق دراجات نارية إسباني. نافس في سباقات بطولة العالم لفئة 500 سي سي ولفئة 250 سي سي ولفئة 50 سي سي. كما شارك في بطولة العالم للسوبربايك.

## روابط خارجية
- خوان جاريجا على موقع eWRC-results.com (الإنجليزية)
- خوان جاريجا على موقع MotoGP.com (الإنجليزية)
- خوان جاريجا على موقع WorldSBK.com (الإنجليزية)